# Women Go on Forever
Women Go on Forever è un film del 1931 diretto da Walter Lang. La sceneggiatura si basa su Women Go on Forever, lavoro teatrale di Daniel N. Rubin che, interpretato da James Cagney e Mary Boland, era andato in scena in prima a Broadway il 7 settembre 1927.

## Produzione
Il film fu prodotto dalla James Cruze Productions.

## Distribuzione
Distribuito dalla Tiffany Productions, il film uscì nelle sale cinematografiche USA il 15 agosto 1931.